# Raïon de Moukatchevo
Le raïon de Moukatchevo (en ukrainien : Мукачівський район) est un raïon (district) dans l'oblast de Transcarpatie en Ukraine. Avec la réforme administrative de l'Ukraine, le 18 juillet 2020 le raïon est agrandi en absorbant ses voisins : raïon de Volovets, raïon de Svaliava.

## Lieux d’intérêt

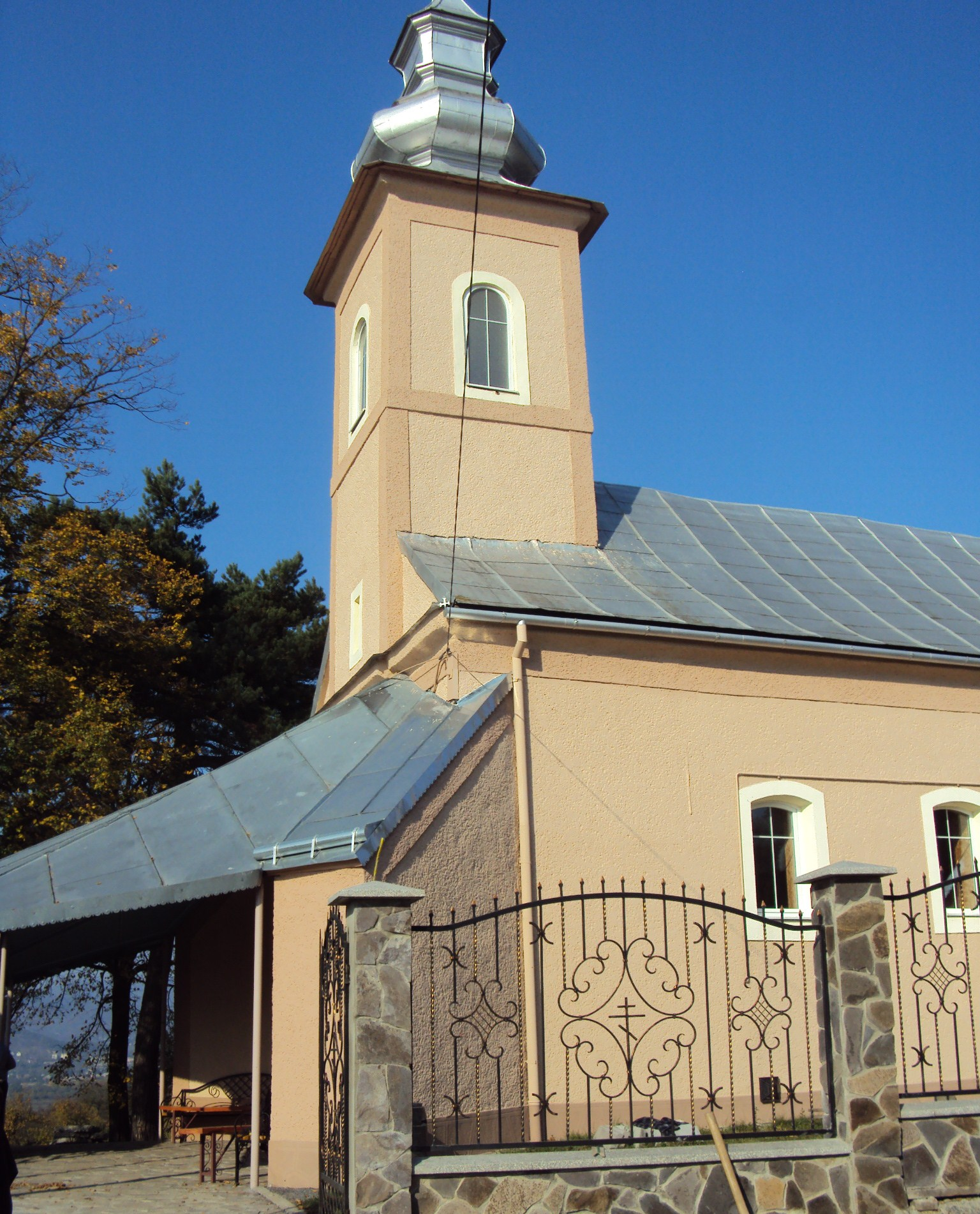
Église st-Michel de Ouchava, classée[1],
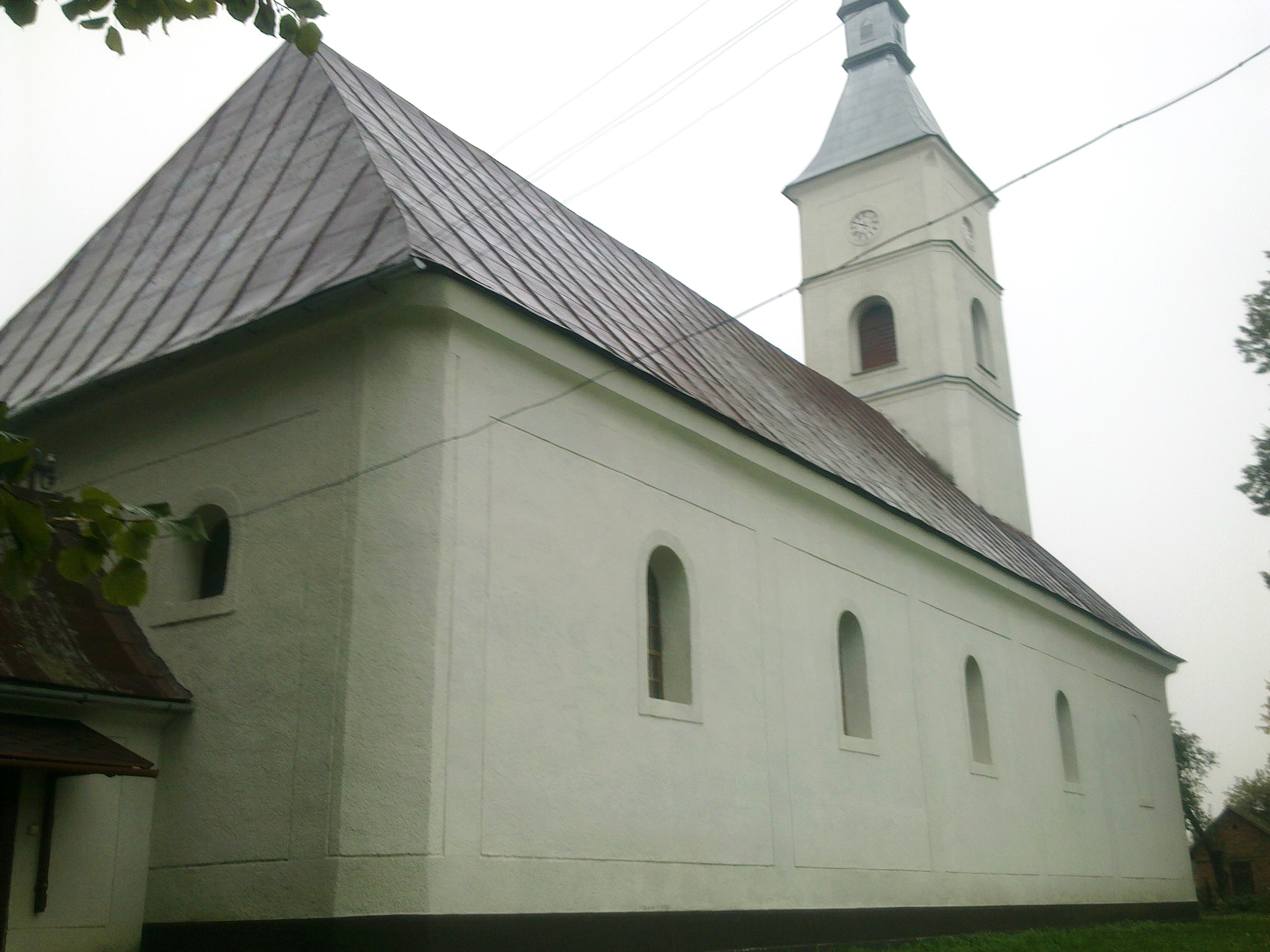
temple de Rakochuno, classé[2],
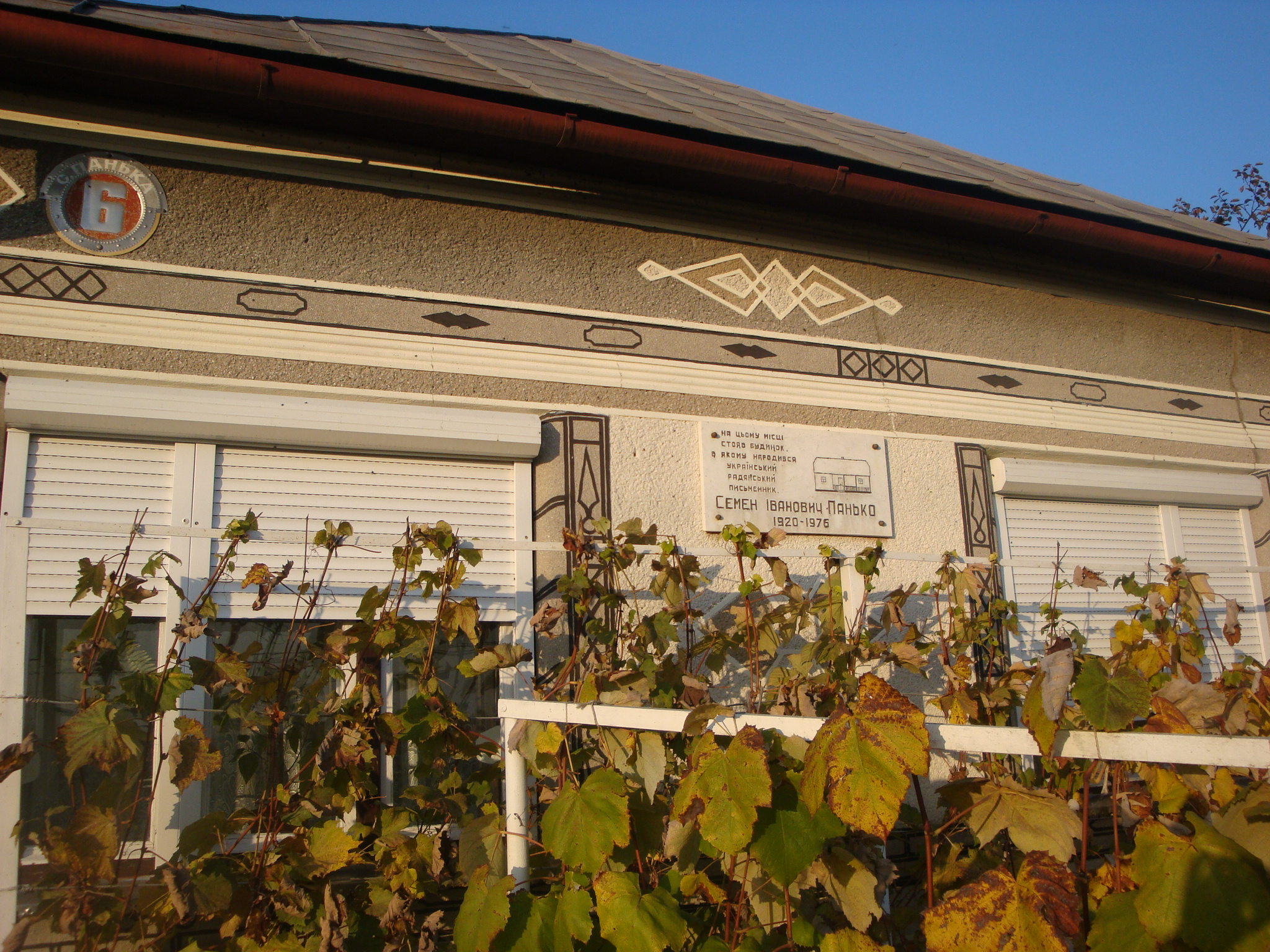
maison natale de Semen Panko, classée[3] à Chopivtsi,
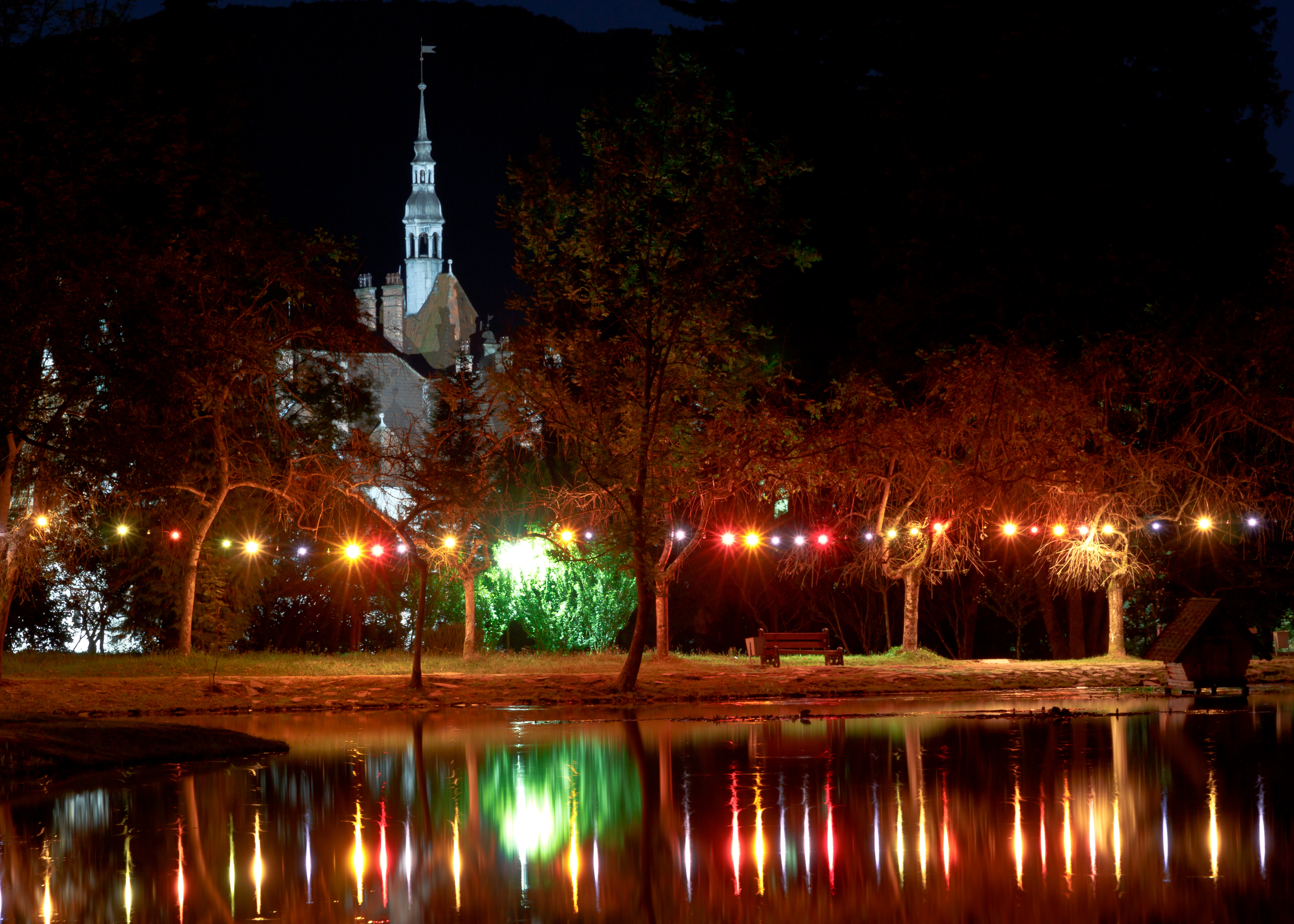
manoir Schoenborn classé[4],
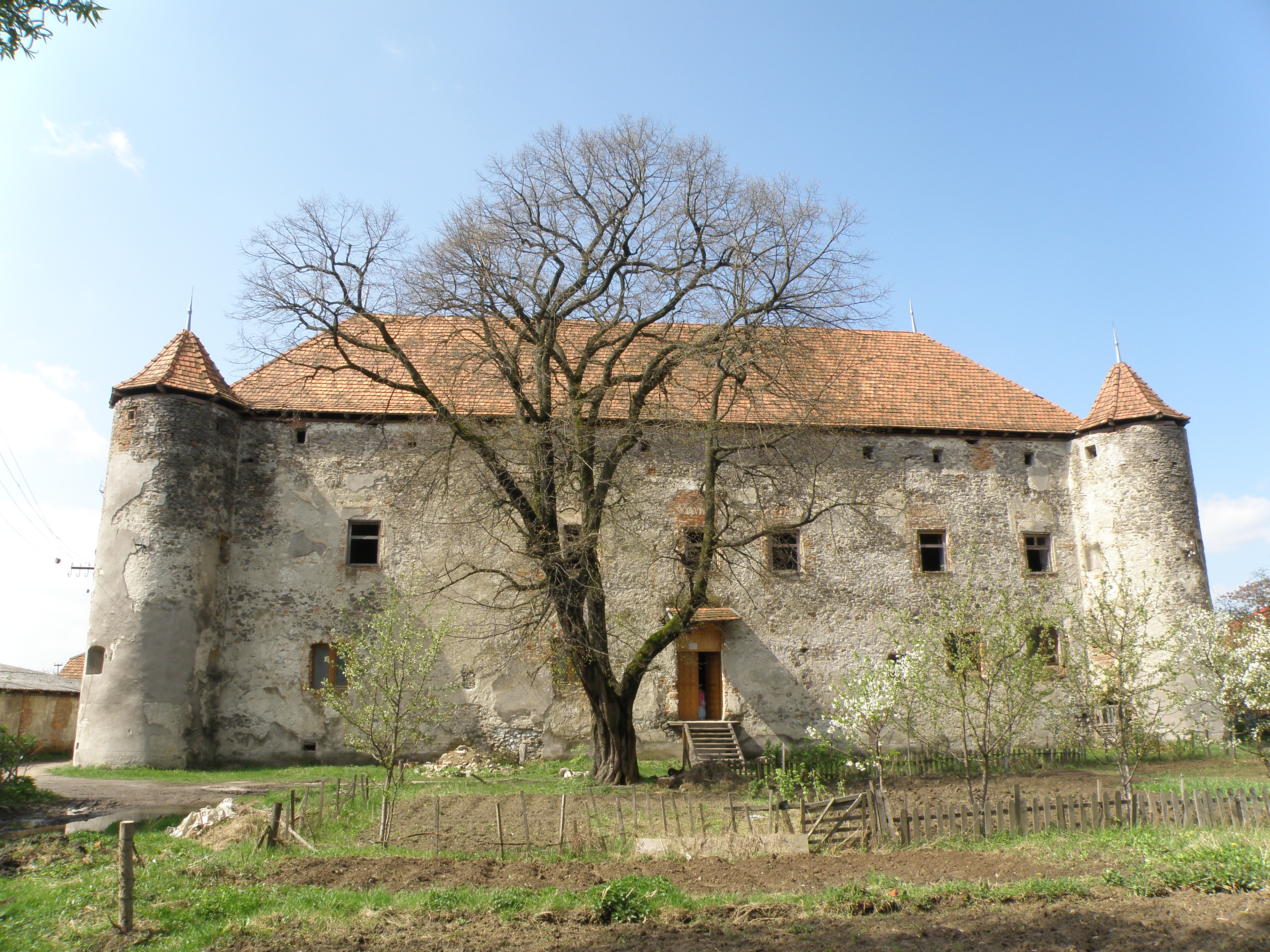
château de Tchinadiïvskiy, classé[5],
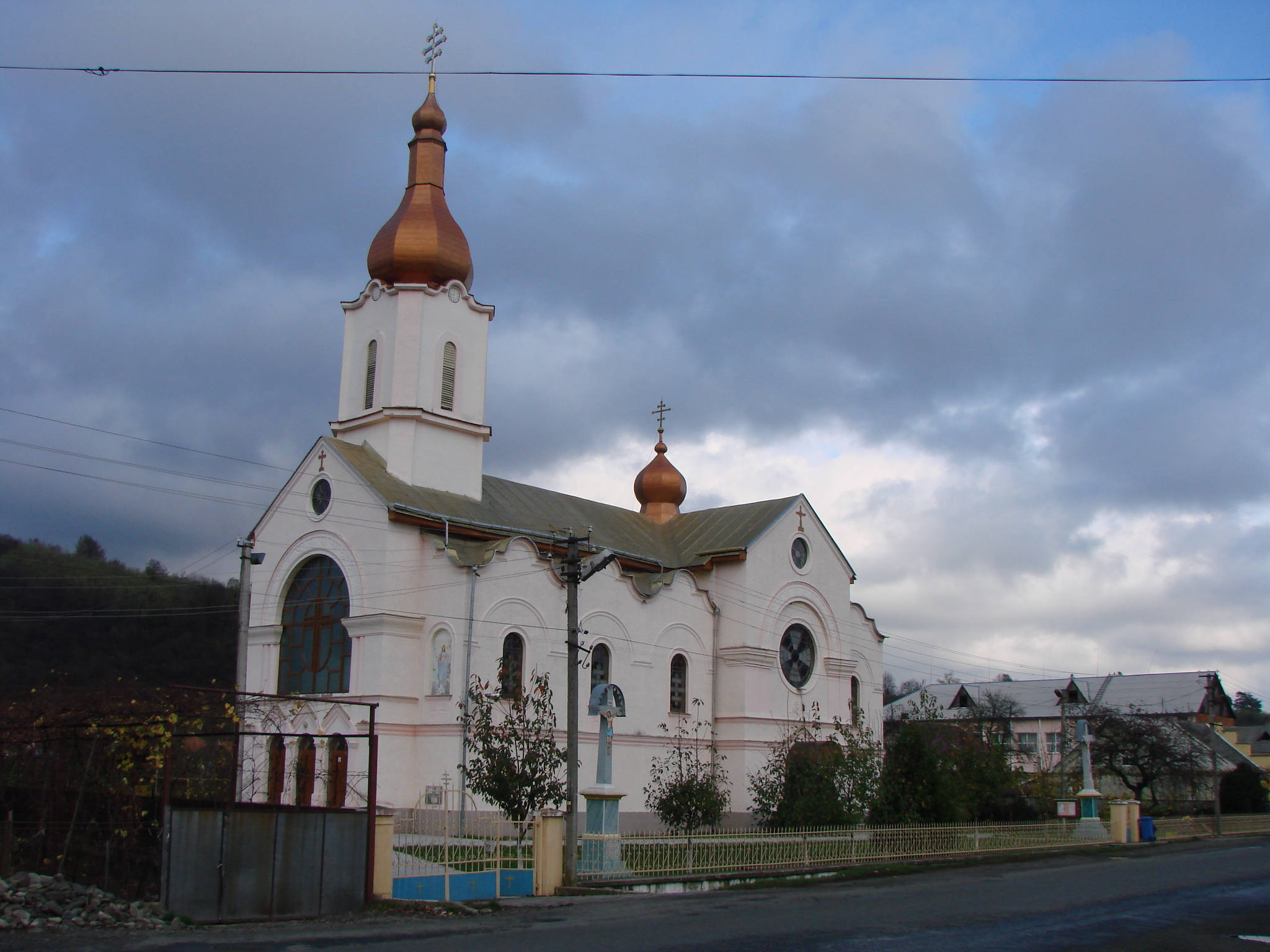
l'église du Prophète Elija à Tchynadiïovo classée[6].